# Liste von Persönlichkeiten aus Roveredo GR
Diese Liste enthält in Roveredo GR geborene Persönlichkeiten und deren direkte Nachkommen sowie solche, die in Roveredo ihren Wirkungskreis hatten, ohne dort geboren zu sein. Die Liste erhebt keinen Anspruch auf Vollständigkeit.

## Persönlichkeiten
(Sortierung nach Geburtsjahr)

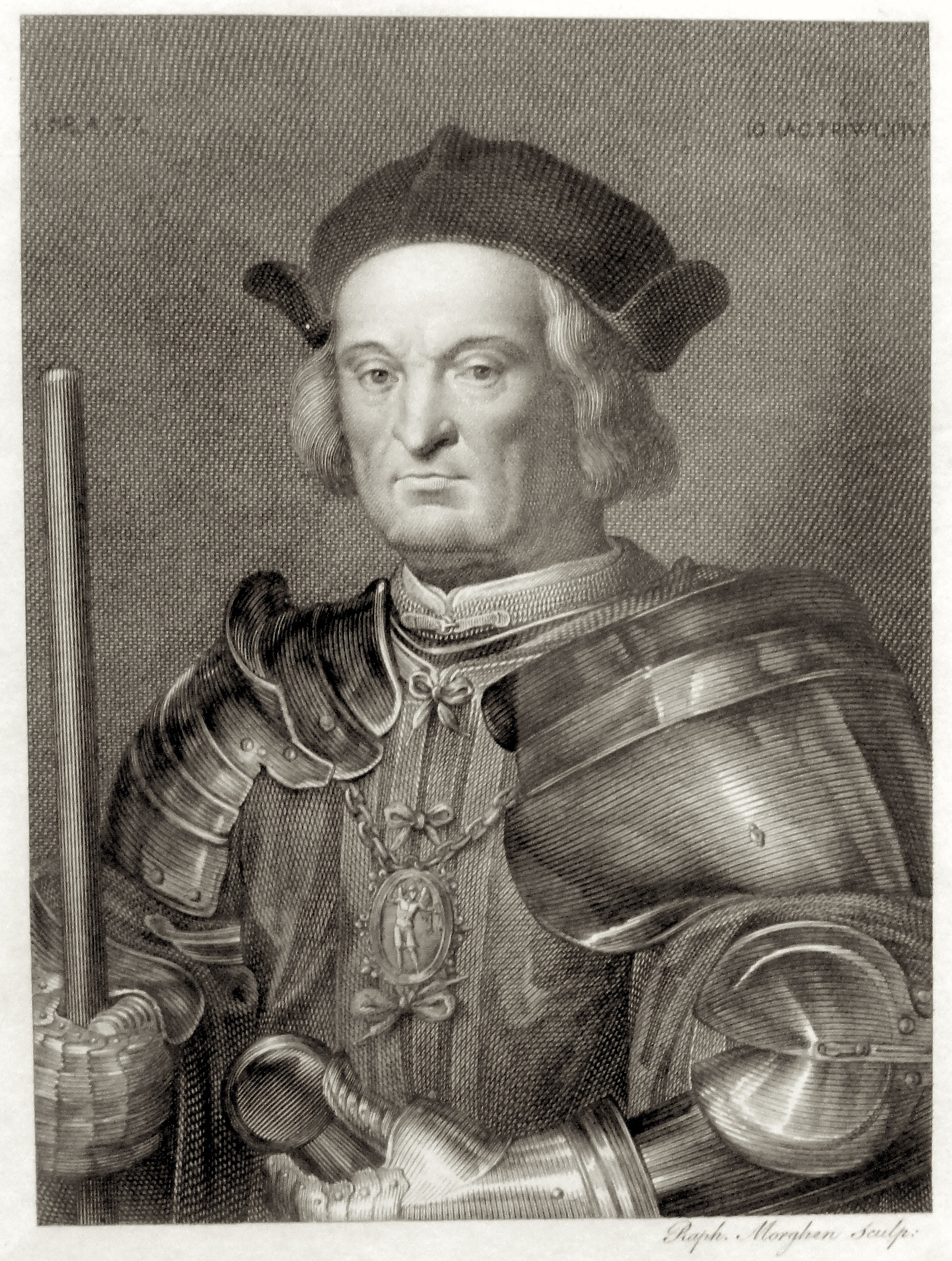
Gian Giacomo Trivulzio.

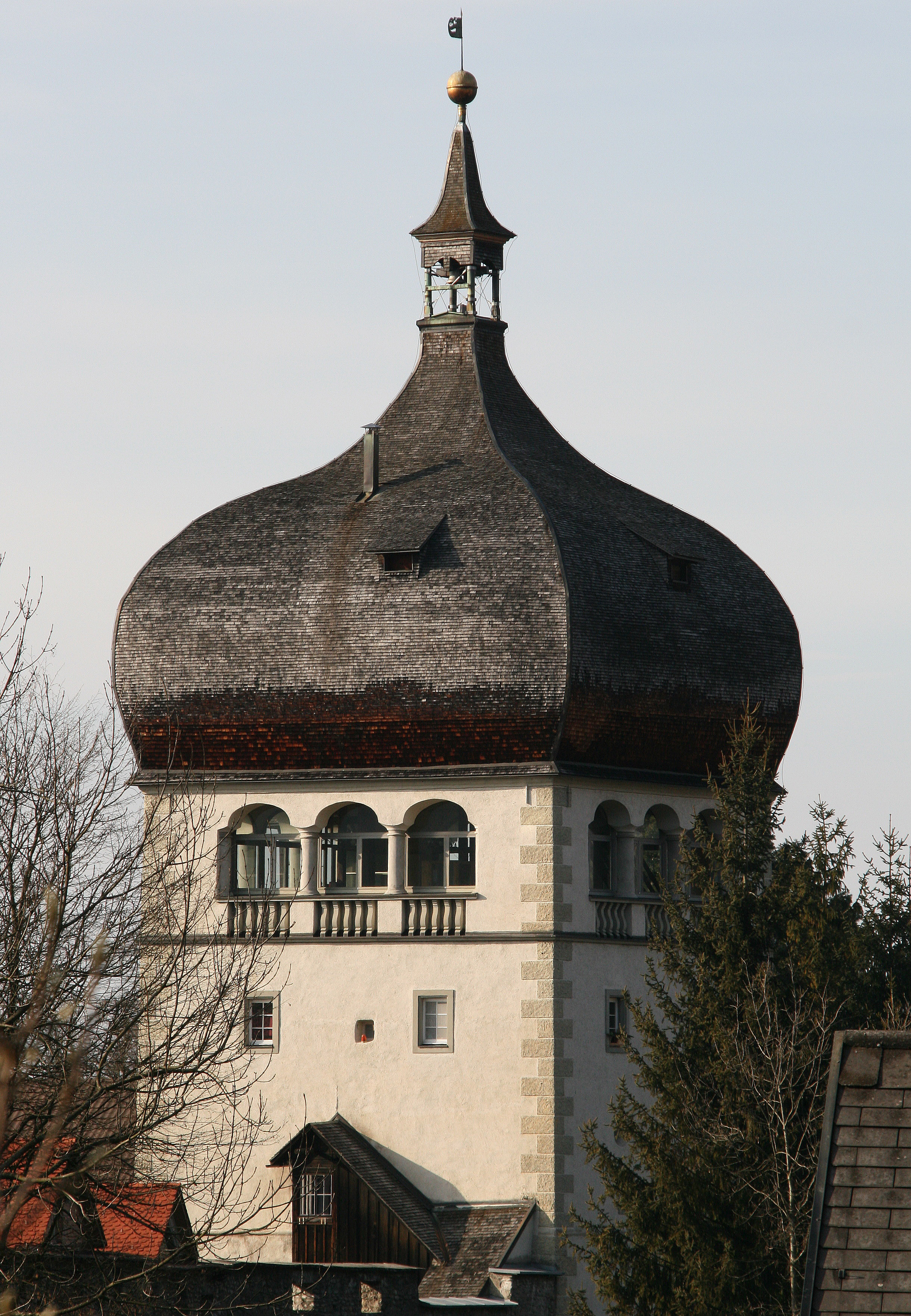
Benedetto Prato war Baumeister des Bregenzer Martinsturms.

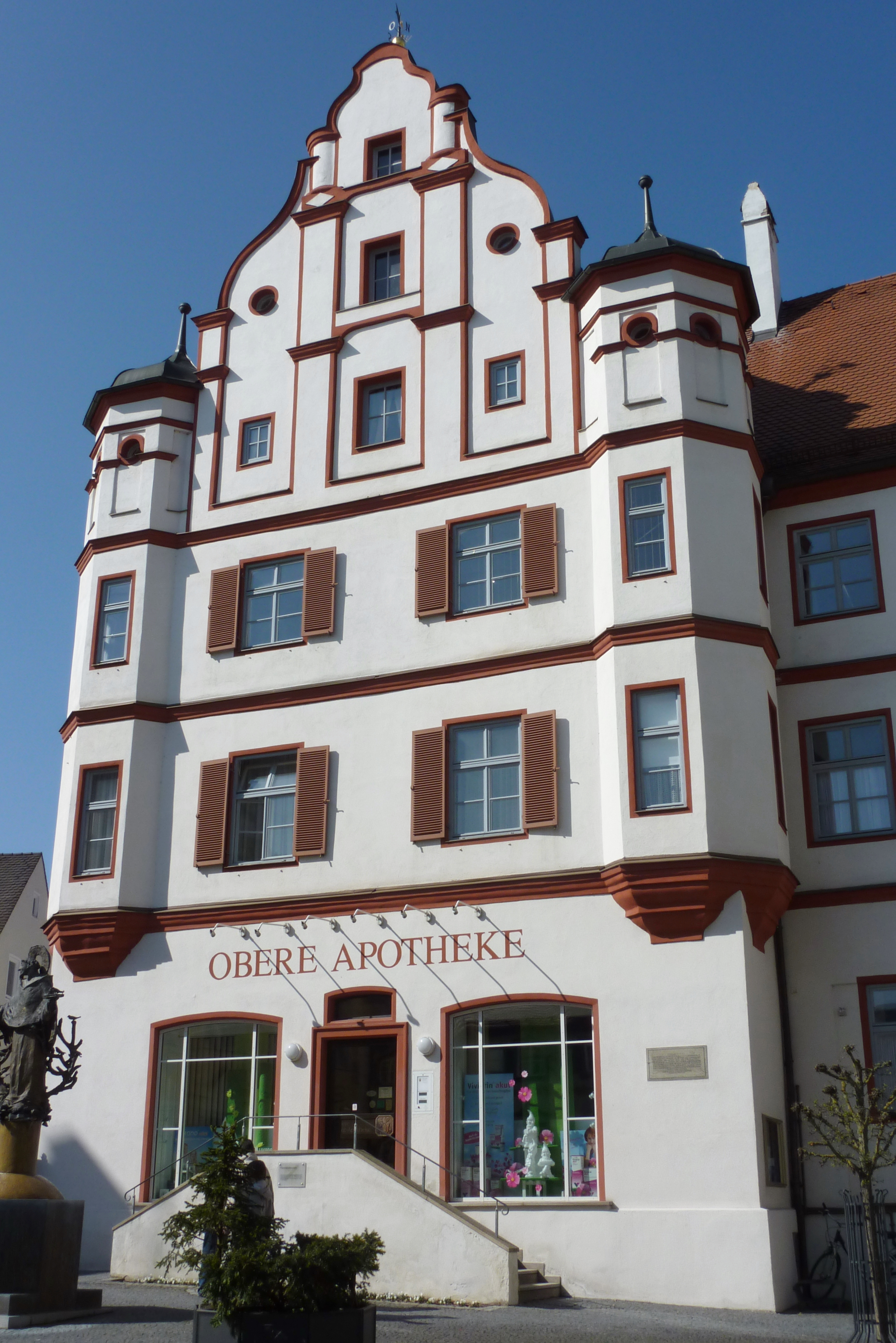
Hans Alberthal: Hofkirche, Neuburg an der Donau.

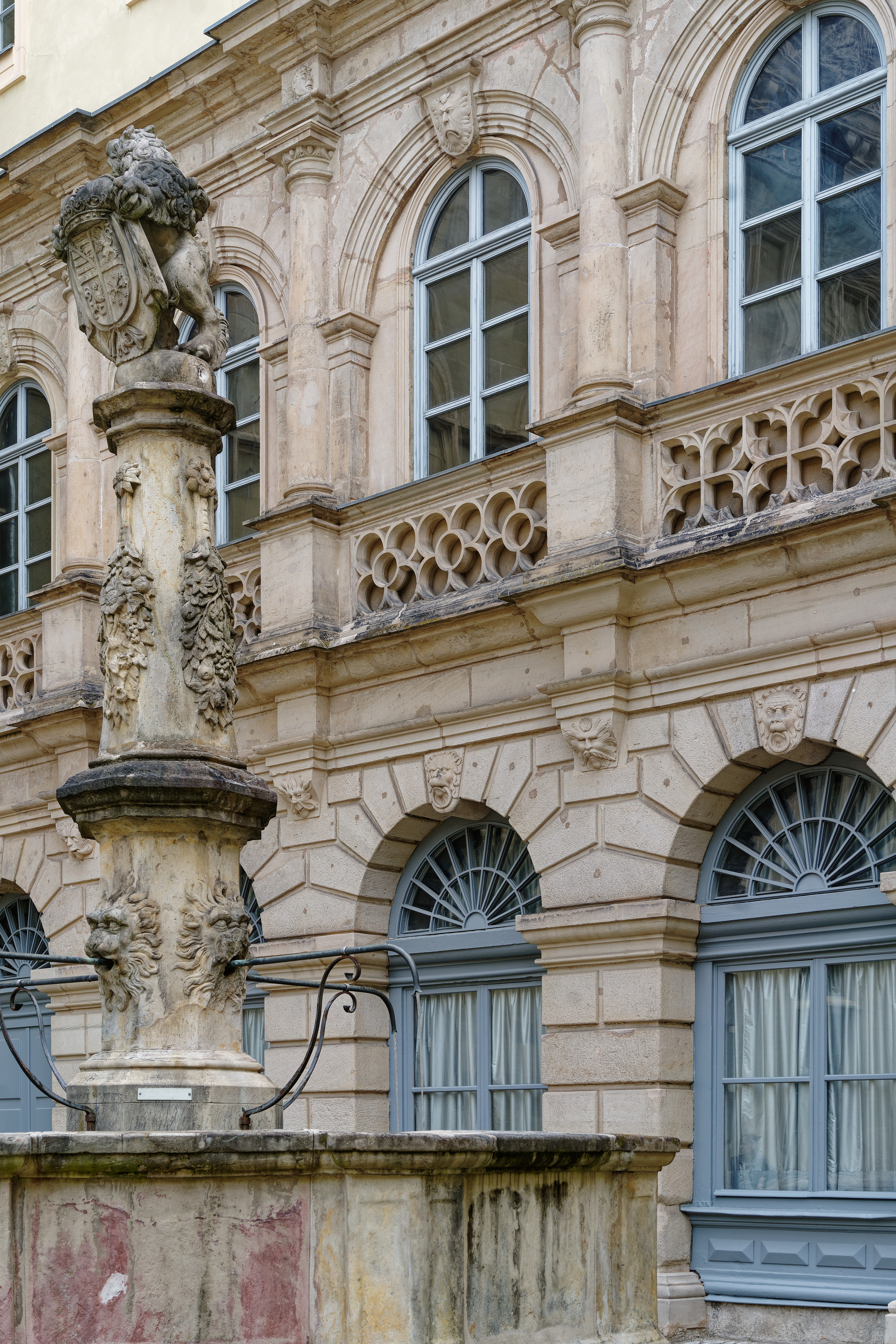
Giovanni Bonalino: Altan im südlichen Hof der Ehrenburg zu Coburg, 1623.

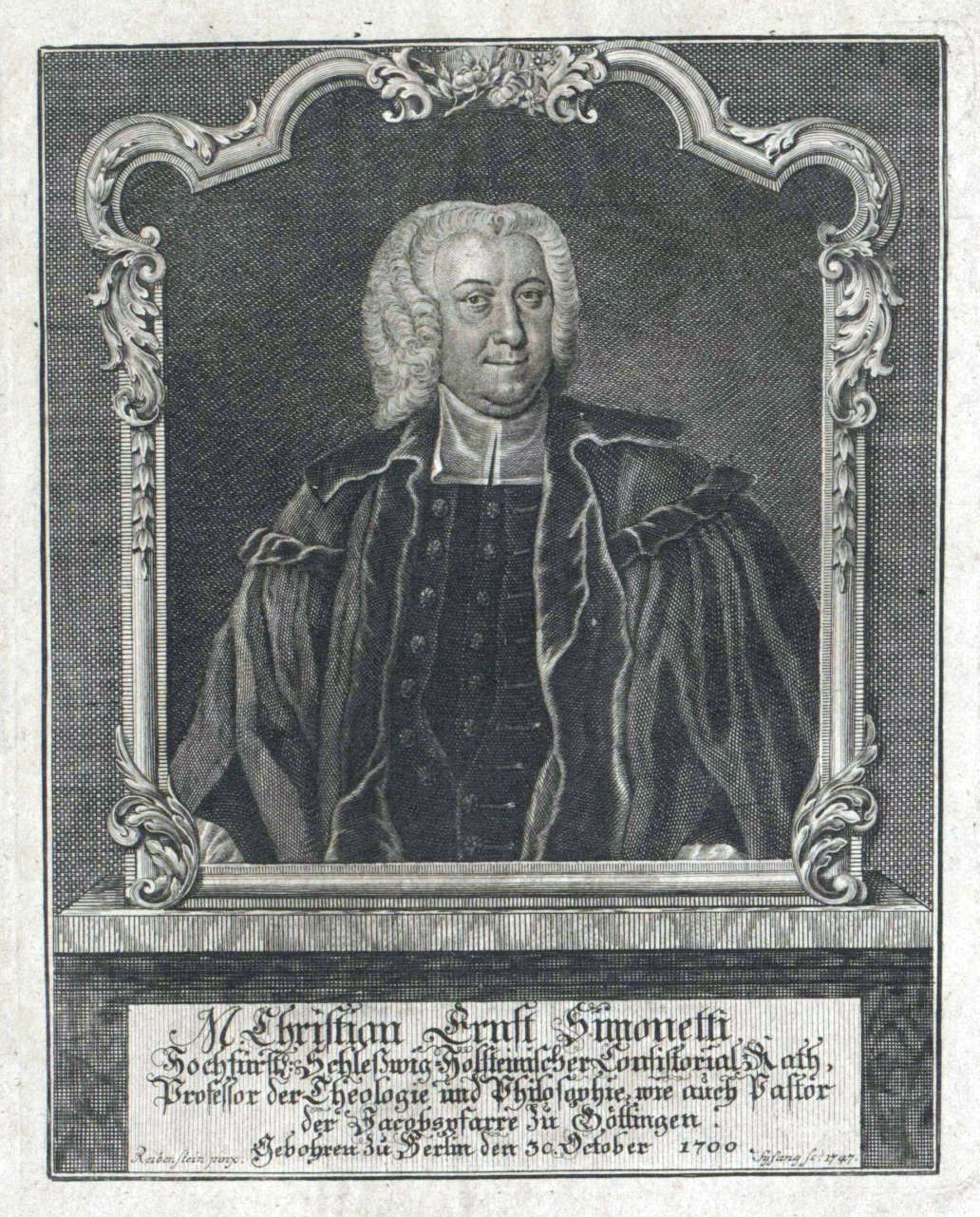
Christian Ernst Simonetti, Stich von Johann Christoph Sysang (1747) nach Friedrich Reibenstein.

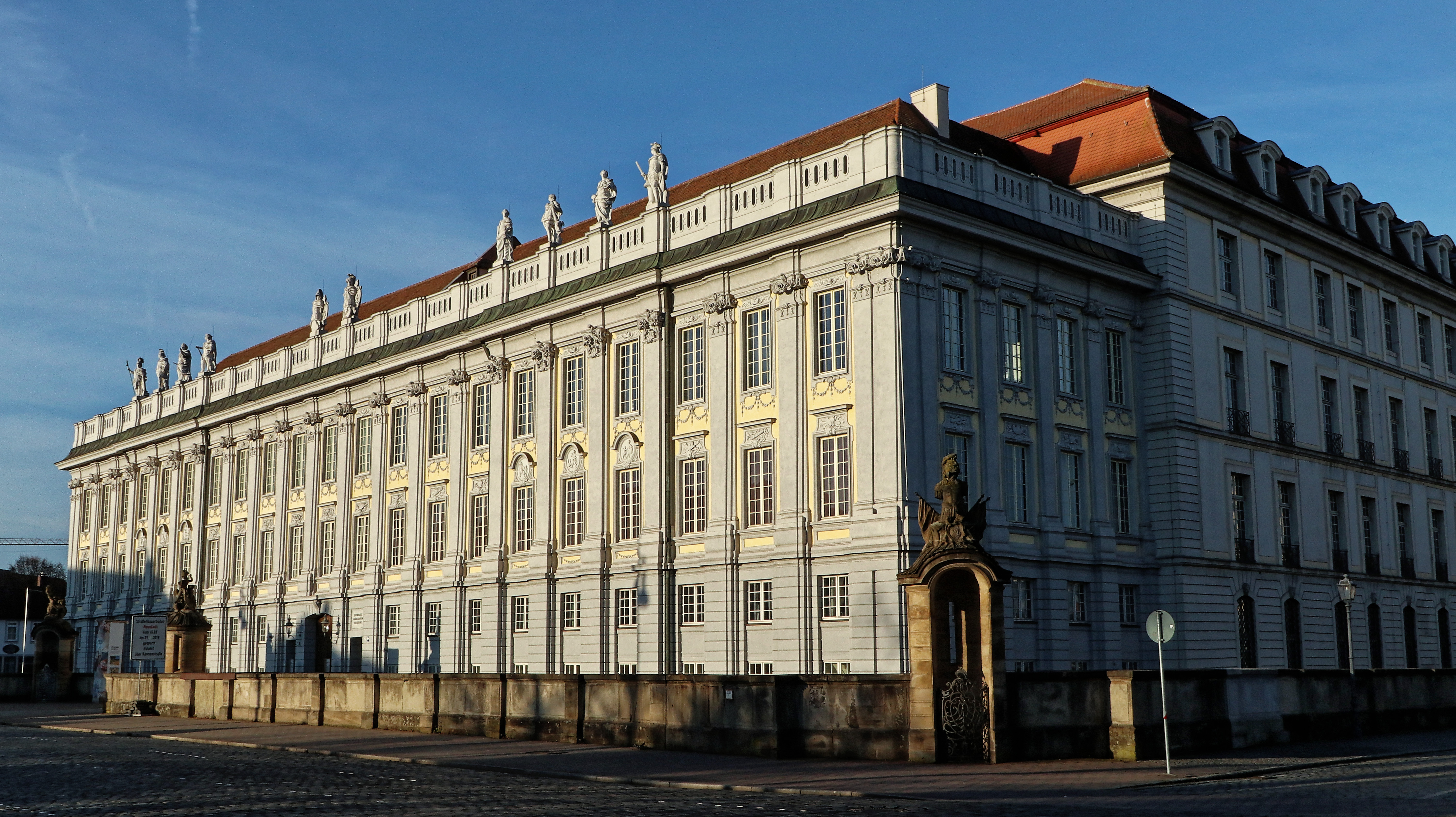
Gabriel de Gabrieli: Residenz mit Markgrafenschloß, Ansbach.

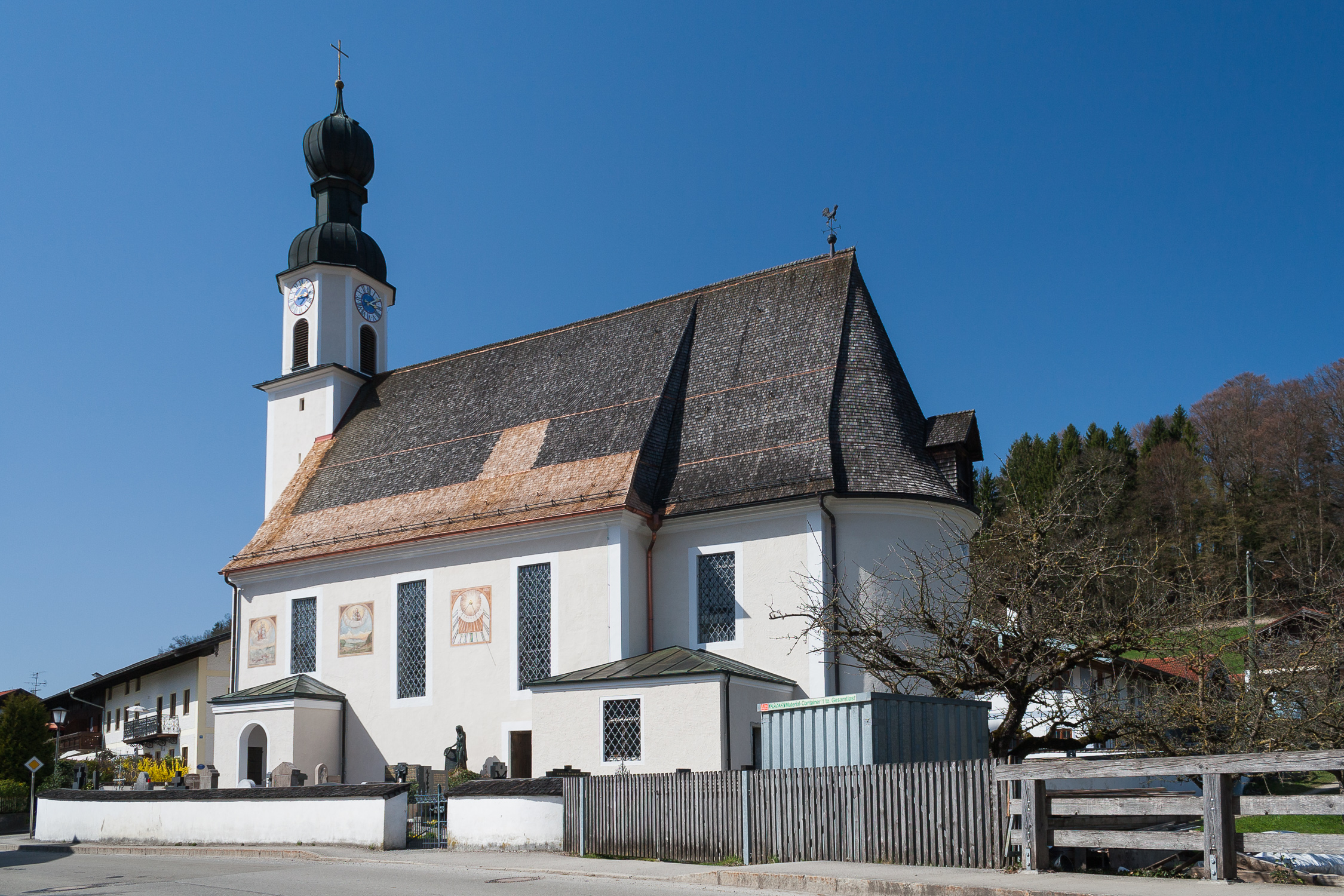
Lorenzo Sciascia: Wallfahrtskirche Mariä Himmelfahrt, Antwort, Bad Endorf, Landkreis Rosenheim, Bayern.

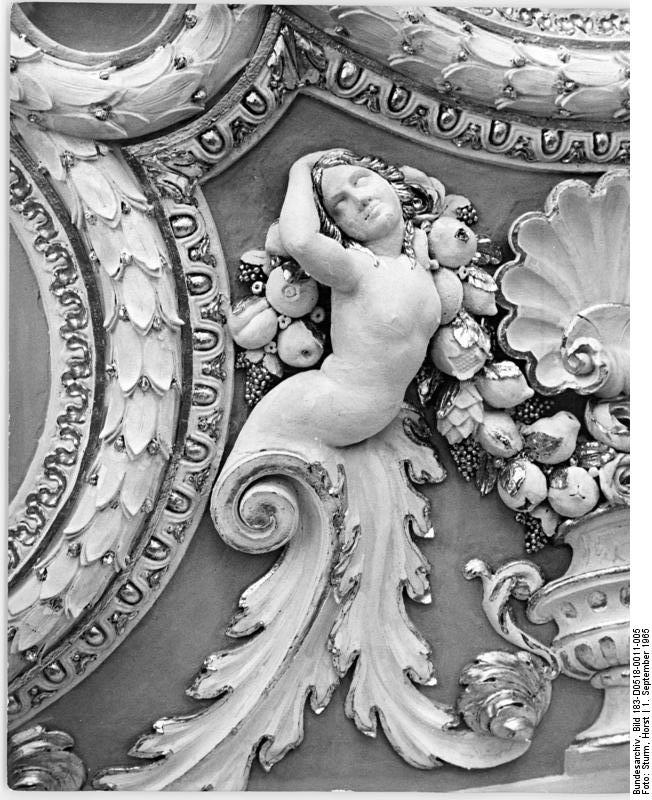
Giovanni Simonetti: Detail der Stuckdecke in einem Saal des Köpenicker Schlosses, Berlin 1965.

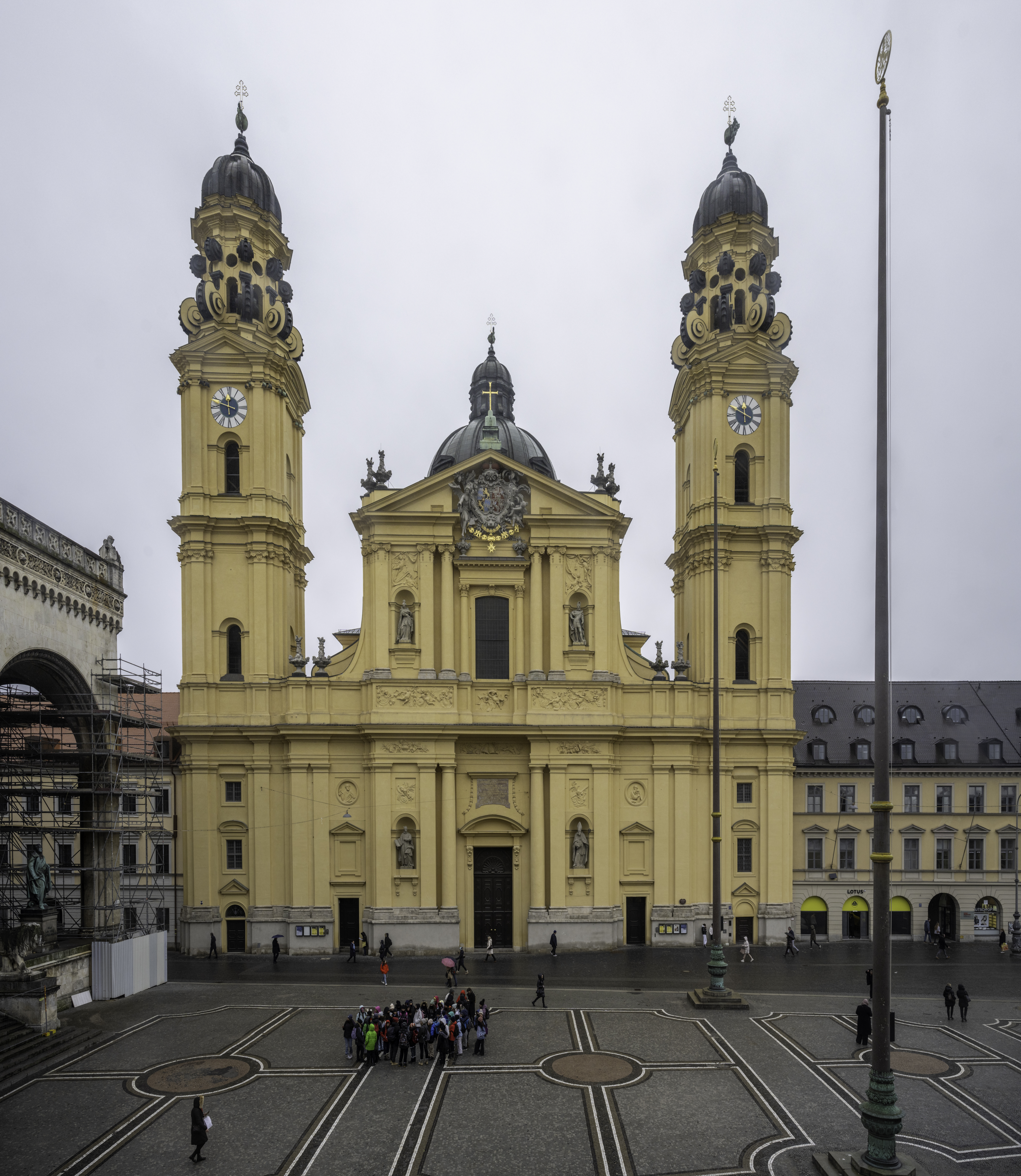
Enrico Zuccalli: Theatinerkirche, München

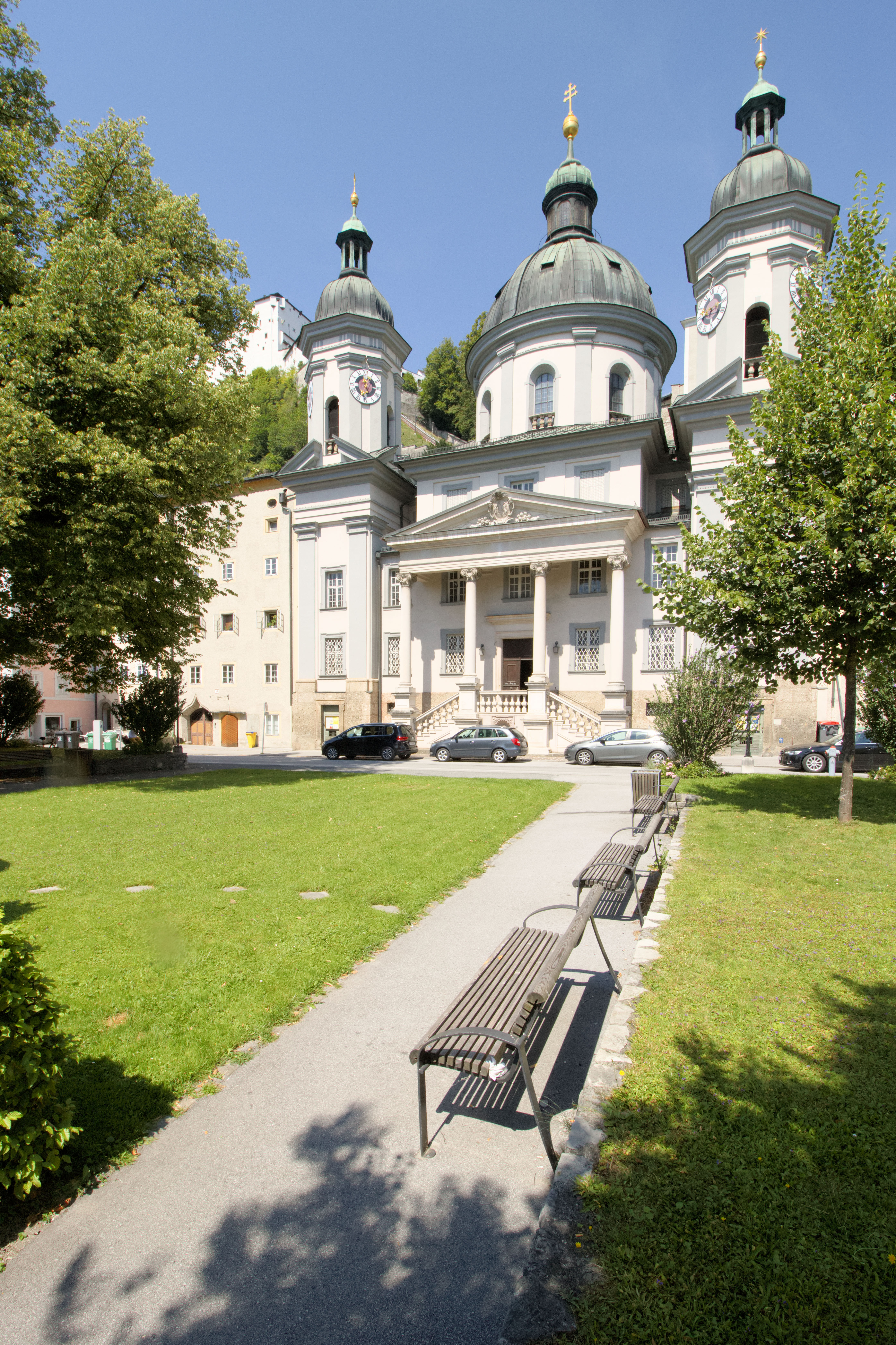
Giovanni Gaspare Zuccalli: Erhardkirche. Stadtteil Nonntal, Salzburg, 1688.

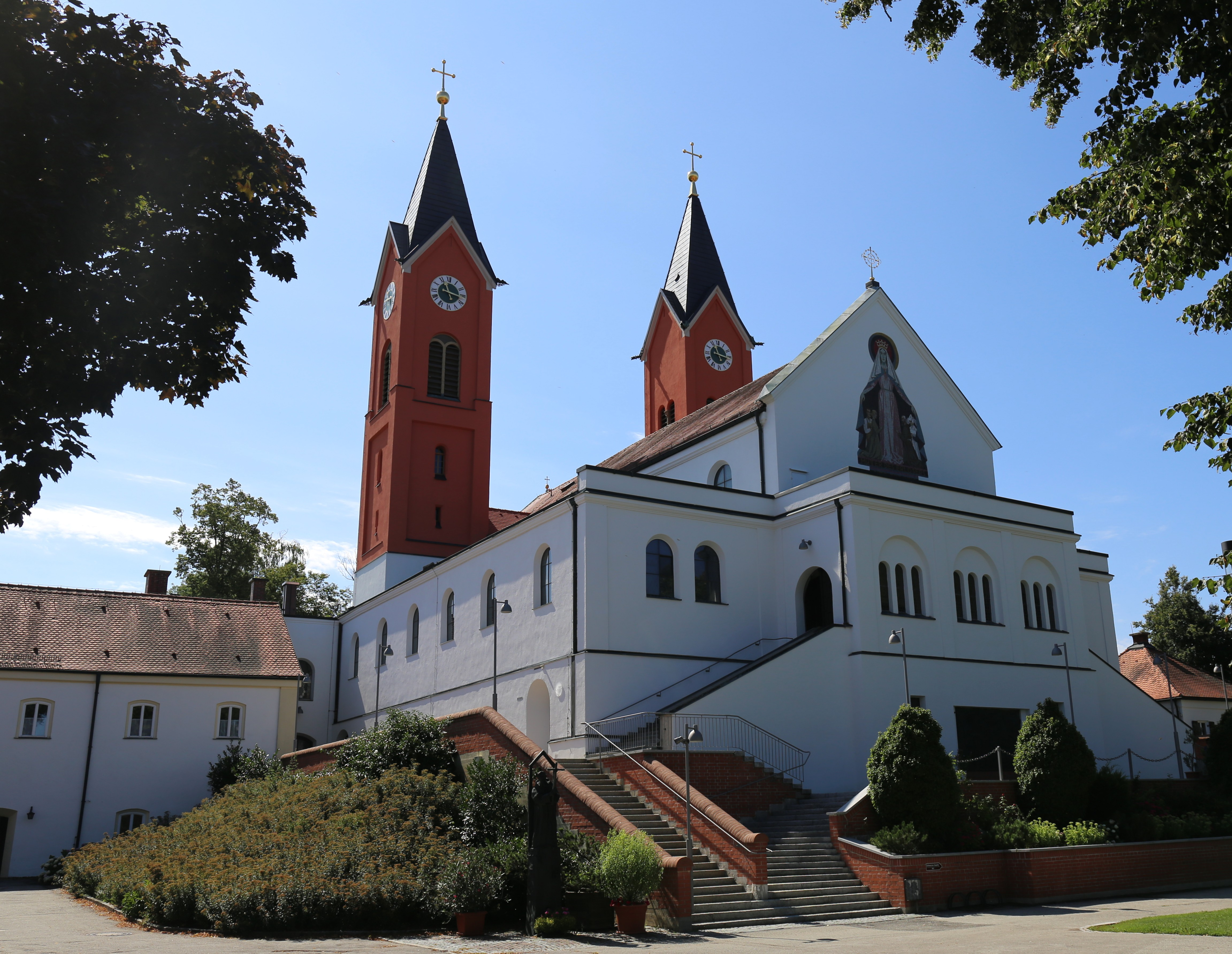
Christoph Zuccalli: Wallfahrtskirche Maria Hilf, Vilsbiburg 1687.

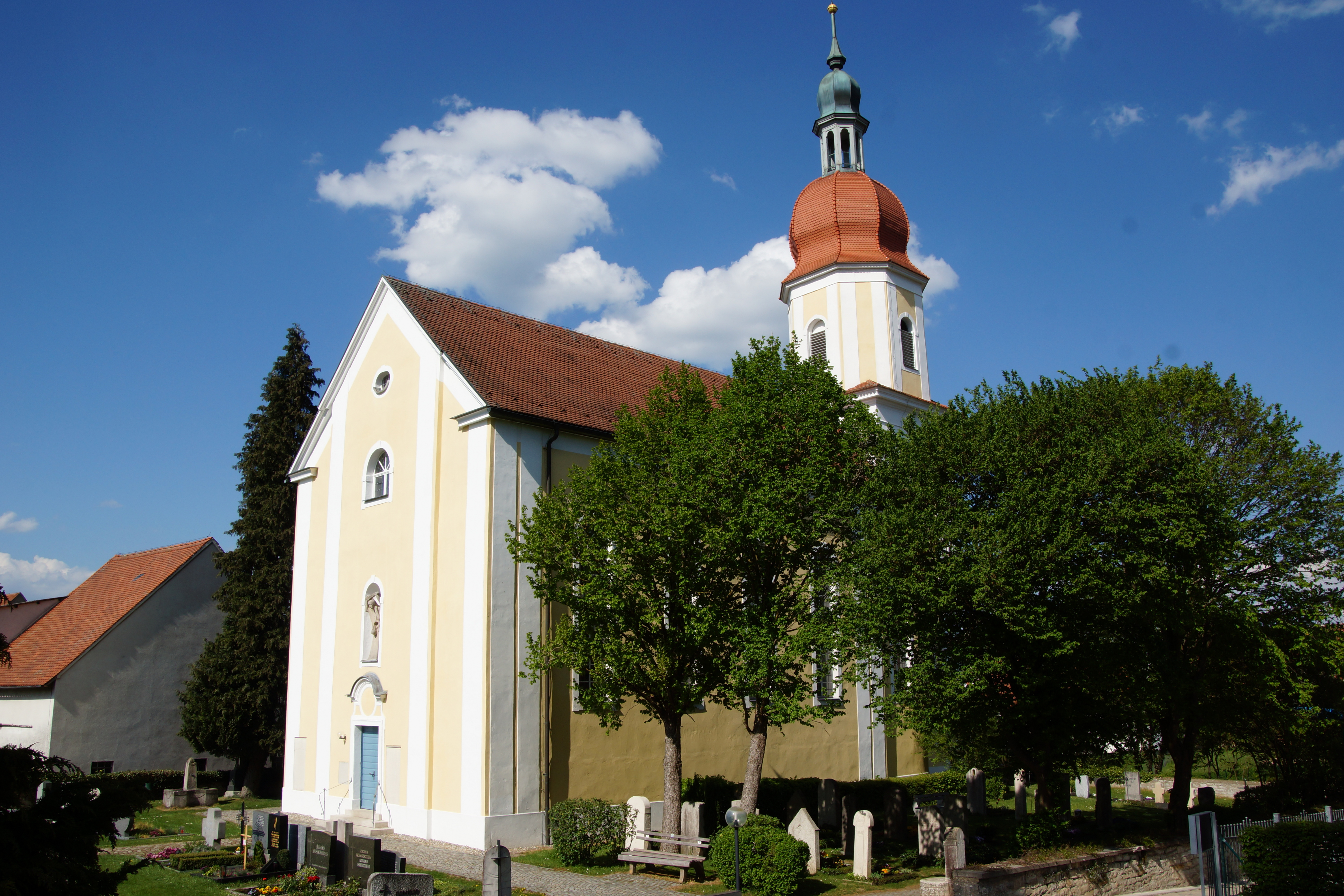
Lorenzo Salle: Kirche Sankt Michael, Thalmässing.

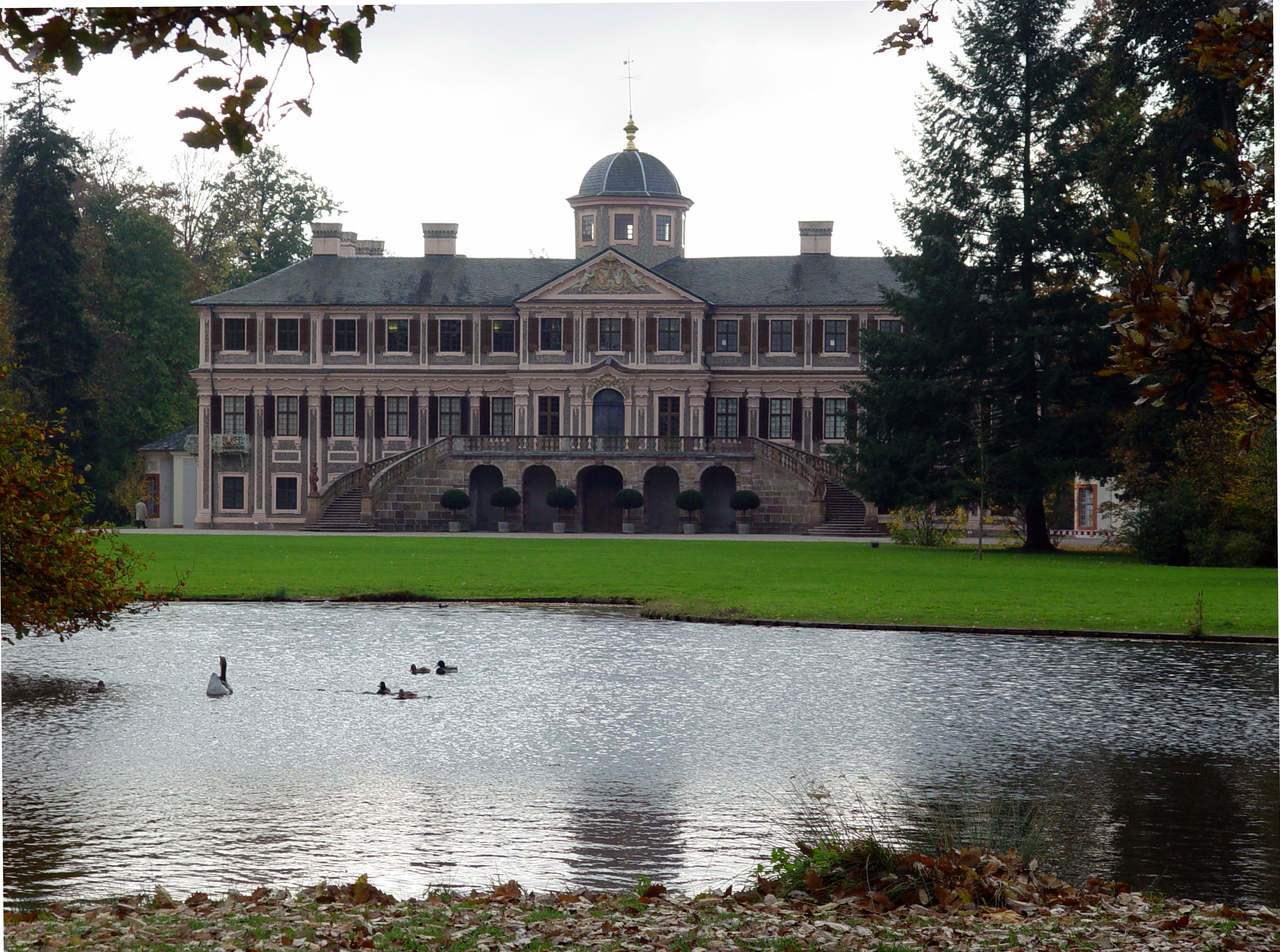
Lorenzo Sala: Schloss Favorite, Rastatt, 1699–1711.

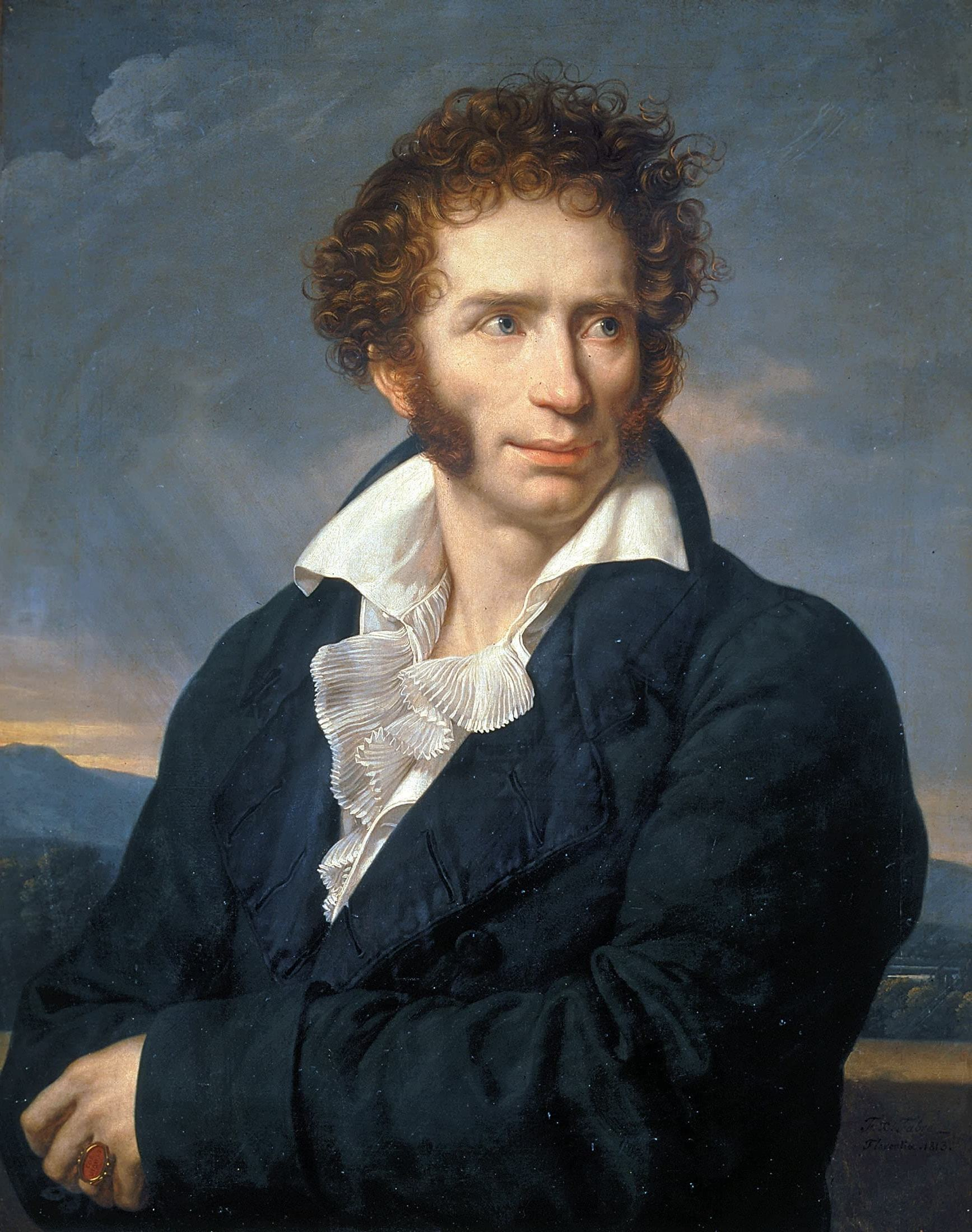
Ugo Foscolo.

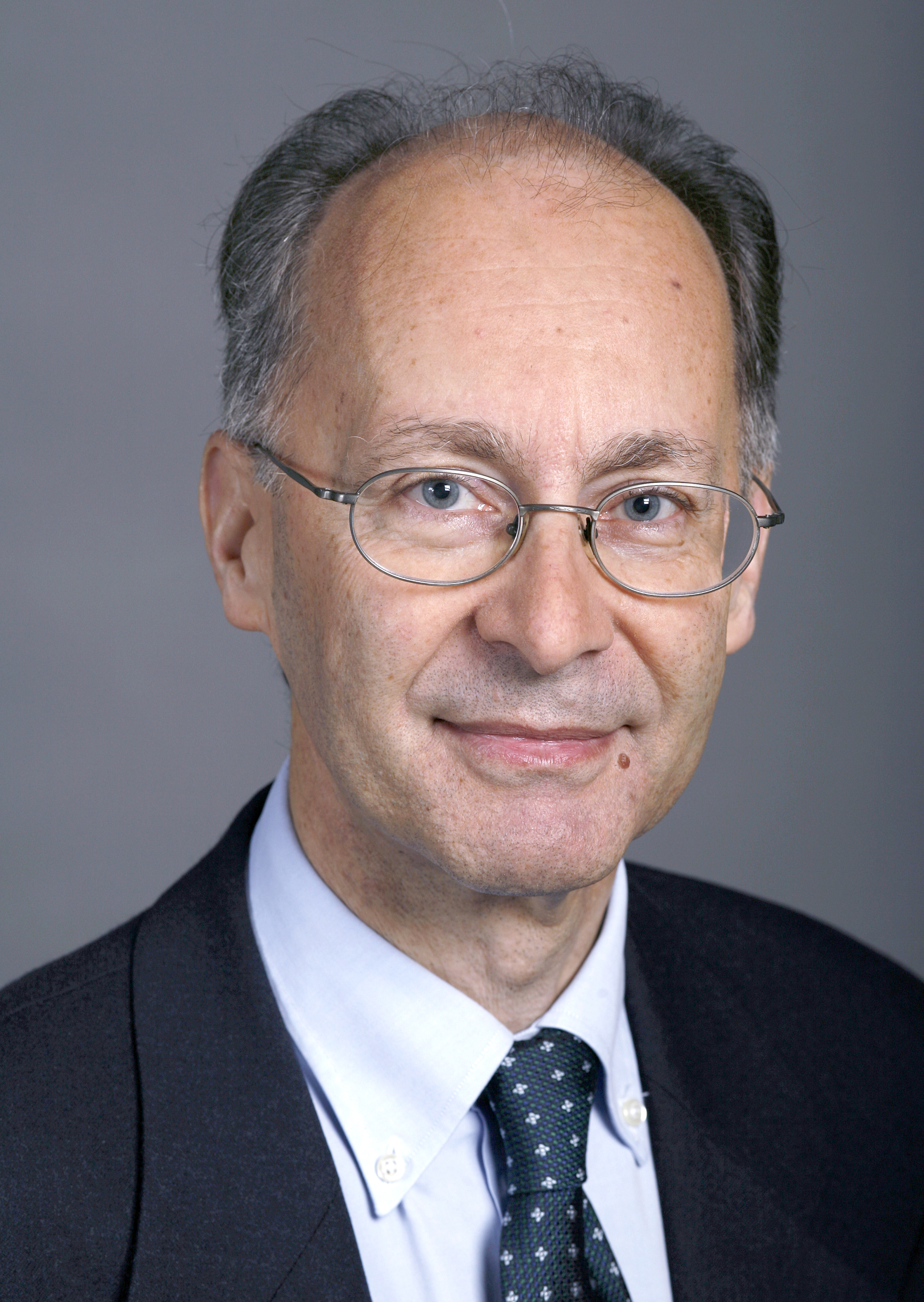
Meinrado Robbiani.

- Gian Giacomo Trivulzio (1442–1518), Freiherr des Grauen Bunds mit Palast in Roveredo

- Familie Viscardi.  Altes Geschlecht von San Vittore, das vom 16. bis 18. Jahrhundert eine Reihe von Baumeistern, Stuckateuren und Architekten hervorbrachte, die in Deutschland und Österreich Kirchen, Klöster, Paläste und Schlösser errichteten.[1][2]
  - Giovanni Antonio Viscardi genannt Trontano (* 1510 in Trontano; † nach 1575 in Roveredo), aus Valle Vigezzo, der nach Locarno zog, dort reformiert wurde und Caterina Muralto heiratete. Er flüchtete nach der Ausweisung der Protestanten 1555 nach Roveredo. Ludi magister, wirkte 1560 mit Giovanni Beccaria für die Reformation, bemühte sich 20 Jahre lang um die Ausbreitung der Reformation im Misox[1][2][3]

- Giulio Valentini (auch Gilg Vältin) (* 1550 in Roveredo; † 1620 in Höchstädt an der Donau), Architekt[3]
- Francesco (Franz) Valentini (* 1575 Roveredo; † 1639 in Höchstädt an der Donau), Architekt[4][3]
- Benedetto Prato, (1550–1602) Barock-Baumeister in Süddeutschland
- Giovanni Domenico Prato (* 1555 in Roveredo GR; † vor 1637 in Bregenz ?), Barock-Baumeister in der Burg Hohenbregenz und in der Kirche des Hl. Antonius im Kloster Thalbach[5][3]
- Giovanni Albertalli / Hans Alberthal (1575 bis 1580–1648), Baumeister, Architekt in Bayern und Oberungarn (Slowakei), Schöpfer der barocken Wandpfeilerkirche in Dillingen
- Antonio Aquilino, Partner und Polier von Giovanni Albertalli in Bratislava und Oberungarn (Slowakei)[6]
- Carlo Andreotto (* ?– †?), Maurer von Giovanni Albertalli in Bratislava (Slowakei)[6]

- Familie Peverelli , ursprünglich aus Chiavenna, seit ca. 1470 auch in Roveredo
  - Antonio Peverelli / Biberello, Polier von Giovanni Albertalli, seit Mitte des 17. Jh. Baumeister von Graf Paul Pálffy und sener Frau bzw. Witwe in Bojnice und Prievidza, Oberungarn (Slowakei)[6][3]
  - Johann Anton Peverelli-von Schmidegg, Sohn von Antonio Peverelli, 1698 Stadtrichter (Bürgermeister) von Kremnica, Oberungarn (Slowakei)[7][3]
  - Johann Severinus Peverelli (1690–1743), Sohn von Jonhann Anton Peverelli-von Schmidegg, Bergmeister und Stadtrat in Kremnica[7][3]
  - Marcus Antonius Peverelli (1694–vor 1751), Sohn von Jonhann Anton Peverelli-von Schmidegg, Doktor der Theologie, Priester, u. a. an der ungarischen Krönungskirche in Pressburg, Oberungarn (Bratislava, Slowakei)[7][3]
  - Hyeronimus Peverelli (1697–vor 1757), Sohn von Jonhann Anton Peverelli-von Schmidegg, Doktor der Theologie, Priester, Domherr in Gran/Esztergom, Sitz des Erzbischofs und Fürstprimas von Ungarn[7]
  - Jörg Peverelli / Biberello (? –1652), Steinmetz und Baumeister in Hassfurt, Bayern; Geörg Biberello von Roffla in Grapündten wird am 23. September 1617 ins Hassfurter Bürgerrecht aufgenommen, in den Baubüchern erwähnt bis 1637[8]

- Familie Tini , deren erster bekannter Vertreter Giovanni 1471 bezeugt ist[9]
  - Giulio Tini (* um 1610 in Roveredo; † 1676 ebenda), Dokteor der Rechte, Anwalt und notar in Misox[9][3]
  - Antonio Tini (* um 1630 in Roveredo; † um 1690 ebenda), Bildhauer und Schreiner schuf verschiedene Arbeiten in der Pfarrkirche Sankt Stephan von Tiefencastel[10][9]
  - Carlo Tini (1631–1698); Hauptmann und Landammann in Misox[9][3]
  - Giulio Andreotto (Tini) (* um 1632 in Roveredo; † um 1690 ebenda), Maler, 1652 malte er Fresken in der Pfarrkirche von Tiefencastel[11]
  - Francesco Tini (* 1660 in Roveredo; † nach 1719 ebenda), Landvogt, Podestà, Generalvikar des Bistums Chur[12][3]

- Familie Bonalino/i. 
  - Giovanni Bonalino (1575–1633), Maurermeister, Baumeister und Architekt
  - Giacomo (Antonio) Bonalino (* 1575 in Roveredo; † 1635 in Bamberg ?), Bruder von Giovanni, Baumeister[13][3]
  - Taddeo Bonalino (* um 1600, erwähnt seit 1625 in Roveredo; † nach 1669 ebenda), Militär, Kommandant einer Kompanie[14]
  - Rezia Tencalla Bonalini (* 28. Februar 1906 in Bellinzona; † 7. August 1986 in Cademario (Kurhaus)), Journalistin für die Zeitungen Corriere del Ticino, Gazzetta Ticinese, Radio Monteceneri (La Pagina della donna ), Politikerin, Mitglied des Movimento sociale femminile, sie wohnte oft in Roveredo[15]

- Künstlerfamilie Barbieri.  Ihre Mitglieder waren Baumeister und Ratsherren von Roveredo, dort erstmals 1488 erwähnt und noch heute präsent[16]
  - Martino Barbieri (1583–1633), ein Schweizer Architekt und Baumeister in Württemberg
  - Alberto Barbieri (* 1584/1590 in Roveredo; † vor 1650 Eichstätt ?), Baumeister[17][3][18]
  - Domenico Barbieri (* 1615 in Eichstätt; † 19. Februar 1681 in Roveredo), Baumeister in Chur[19][20][3]
  - Giulio Barbieri (1620–1681), Architekt im Allgäu, Kloster St. Gallen und Kloster Pfäfers
  - Giovanni Domenico Barbieri (1704–1764), Baumeister der Barockzeit
  - Giovanni Battista Barbieri (* 1720 in Roveredo; † nach 1767 ebenda), Oberbürgermeister im Traona[21][22][3]

- Künstlerfamilie Giuliani. [23]
  - Simon Giuliani (* um 1527 in Roveredo; † um 1580 ebenda ?), Künstler, Baumeister tätig in Graubünden.[24]
  - Giovanni Giuliani (* um 1625 in Roveredo; † vor 1683 ebenda ?), Künstler. In Graubünden tätiger Stuckateur. Er schuf zusammen mit seinem Neffen Simone Giuliani die Dekorationen in den Kirchen von Tiefencastel (1652) und Alvaschein (1657).[25]
  - Pietro Giuliani genannt Simonas (* 1650 in Roveredo; † nach 1683 ebenda ?), Bruder des Simone, Stuckateur; arbeitete im Schloss Osnabrück. 1687–1693 ist Pietro in seiner Heimat dokumentiert: seine Stuckaturen sind im Chor und am Hauptaltar der Pfarrkirche San Bernardo in Rossa GR im Calancatal[26][3][27]
  - Simone Giuliani (* um 1652 in Roveredo; † nach 1692 ebenda), Neffe von Giovanni, Bruder von Pietro, Stuckateur, von 1652 (Teifenkastel) bis 1692 schuf er Altäre und Stuckdekorationen in verschiedenen Sakralbauten Graubündens, dann fertigte von 1691 bis 1692 Stuckarbeiten in der Kirche Madonna del Ponte Chiuso in Roveredo[28][29]
  - Nicolao Giuliani (* 1667 in Roveredo; † 3. Mai 1705 ebenda), Künstler. 1667 in Deutschland dokumentierter Maler. Ab 1668 schuf er Altarbilder und Wandmalereien in Sakralbauten in Graubünden (Lumbrein, Obersaxen).[30]
  - Antonio Giuliani (* 1685 in Roveredo; † nach 1720 in München ?), Bildhauer in München[31]

- Künstlerfamilie Gabrieli. 
  - Gabriel de Gabrieli (1671–1747), Architekt des Barock
  - Johann Caspar de Gabrieli (auch: Gaspare de Gabrieli) (1685–1713), Stuckateur des Barock
  - Franz de Gabrieli (1688–1726), Architekt und Stuckateur

- Julius Rigaia von Rauveredt in Schweizerisch Graubündten, Steinmetz, am 19. November 1624 in Hassfurt, Bayern eingebürgert[32]
- Giovanni Rigalia der Jüngere (1697–1733), Maurer- und Baumeister.
- Antonio Riva (1650–1714), Baumeister und Architekt des Barock in Österreich und Deutschland.
- Martino Zendralli (* 1660 in Roveredo; † 1745 in Bayern), Maler[3].

- Künstlerfamilie Broggio. 
  - Giulio Broggio (1628–1718), Architekt und Baumeister
  - Antonio Broggio (17. Jahrhundert), Architekt, Baumeister, Stuckateur[33][3]
  - Giovanni Battista Broggio (* 1670 ?; † 1715 in Roveredo), Bruder des Giulio, Stuckateur, der zusammen mit dem Architekten Giulio Broggio in Moesano und Vrin tätig war[34]
  - Octavio Broggio (1670–1742), Architekt und Baumeister des Hochbarock.[3]

- Giovanni Rampino (* 1630 in Roveredo; † nach 1696 ebenda ?), Baumeister und Architektin der Oberpfalz[35]
- Domenico Sciassia (1599/1603–1679), Baumeister und Architekt des Frühbarock in der Steiermark und Niederösterreich
- Lorenzo Sciasca oder (Sciascia) (1643–1694), Baumeister, Architekt des Barock
- Andrea Martinetti (* um 1660 in Roveredo; † nach 1690 in Bayern), Stuckateur[36]

- Familie Simonetti. 
  - Giovanni Simonetti (1652–1716), Baumeister, Stuckateur des Barock
  - Giulio Simonetti (1659–1729), Baumeister, Architekt des Barock
  - Christian Ernst Simonetti (1700–1782), lutherischer Theologe

- Familie Mazio , im 14. Jahrhundert erstmals erwähnt aus Roveredo. Starb zwischen Ende des 18. und Beginn des 19. Jahrhunderts in dieser Gemeinde aus[37]
  - Nicolao Mazio (* um 1505–1551), Notar, Oberbürgermeister in Traona (1547–1549)[38][3]
  - Giovanni Pietro Mazio (* um 1515 in Roveredo; † nach 1573 ebenda), Notar, Oberbürgermeister in Tirano (1571–1573)[37][3]
  - Giacomo Mazio (* um 1640 in Roveredo; † 1720 ebenda), Kaufmann[37]
  - Giacomo Antonio Mazio/Mazza (* um 1650 in Roveredo; † nach 1726 in Baumgartenberg ?) Freskenmaler[39]
  - Gian Federico Mazio (* 1671 in Roveredo; † 1732 in Rom), Buchhalter im Pfandhaus, liess sich in Rom nieder[37]
  - Domenico Mazio oder Dominikus Magzin (1675–nach 1729), Baumeister und Architekt des Spätbarocks in Niederbayern
  - Pietro Mazio (* um 1683 in Roveredo; † 1740 ebenda), Baumeister in Deutschland[37][3]
  - Gian Giacomo Mazio (* 1684 in Roveredo; † 1740 ? in Rom), Buchhalter im Pfandhaus[37]
  - Giacomo Mazio (* 1720 in Roveredo; † 1793 in Rom), Generalaufseher der päpstlichen Münzstätte[37]

- Künstlerfamilie Zuccalli.  Ab Anfang des 16. Jahrhunderts bezeugte Familie von Roveredo[40][41]
  - Giovanni Zuccal(l)i (* 1610 in Roveredo; † 1678 ebenda), Künstler. Tätiger Stuckateur in Roveredo und in der Kirche Sankt Stephan in Tiefencastel (1652). Von 1660 bis 1663 führte er die Ausgestaltung der Basilika St. Lorenz in Kempten aus.[41][3][42][43]
  - (Domenico) Cristoforo Zuccalli (* 1621 in Roveredo; † 6. Februar 1688 ebenda), Architekt[3]
  - Gaspare Zuccalli (1629–1678), Architekt und Baumeister des Barock
  - Gaspare Giovanni Zuccalli (* 1637 in Roveredo; † 14. Mai 1717 in Bad Adelholzen; heute Gemeinde Siegsdorf), Hofbaumeister in Salzburg[44][3]
  - Enrico Zuccalli (eigentlich Johann Heinrich Zuccalli) (1642–1724), Baumeister des Barock
  - Domenico Cristoforo Zuccalli (vor 1650–1702), Baumeister des Barock
  - Giulio Zuccalli (* um 1650 in Roveredo; † nach 1707 in Bayern), Künstler. Tätiger Stuckateur in Bayern, wo er die Kirchen von Sachrang,  Grassau, Herrenchiemsee und die Kirche von Heiligblut bei Rosenheim ausstattete.[41][3][45]
  - (Giovanni) Pietro Zuccalli (* 1655 in Roveredo; † nach 1700), Stuckateur arbeitete zusammen mit seinem Bruder Giulio in den Pfarrkirchen von Sachrang und Grassau.[46][41]
  - Giovanni Gaspare Zuccalli (1667–1717), Baumeister des Barock
  - Giovanni Cristoforo Zuccalli (* 1690 in Roveredo; † 1750 in Bayern ?), Architekt[41]
  - Giovanni Zuccalli (* 1660 in Roveredo; † nach 1711 ebenda), Priester und 1711 Chorherr in Chur[41]

- Künstlerfamilie Androi. 
  - Pietro Androi (* 1610 in Roveredo; † nach 1641 ebenda ?), Baumeister[47][3]
  - Domenico Androi (* um 1680 in Roveredo; † nach 1731 ebenda ?), Künstler. In Österreich tätiger Stuckateur. Er schuf Dekorationen in Wien (1710), in der Wallfahrtskirche Maria Taferl (1718) und im Stift Vorau (Bibliothek, 1731).[47][3][48]
  - Giovanni Gaetano Androi (* um 1700 vielleicht in Regensburg; † 7. Februar 1755 in Graz), Künstler, Stuckateur, tätig in Graubünden und der Steiermark. Autor von Dekorationen in der Pfarrkirche Santi Pietro e Paolo von Mesocco von 1720 bis 1730 und in den österreichischen Klöstern Vorau (Bibliothek, 1731) und St. Lambrecht (45 Räume, von 1736 bis 1745).[49]

- Familie Stanga. [50]
  - Antonio Stanga (* 1543 in Roveredo; † 1613 ebenda), Maurer in Deutschland, "Hexenmeister"[50][51]

- Familie Serro.
- Antonio Serro (* 1565 in Roveredo; † nach 1630 in Düsseldorf ?), Architekt, Hofingenieur[52]
- Giovanni Serro (1600–1675), Baumeister in Bayern

- Tommaso Comacio (* 1610 in Roveredo; † nach 1679 ebenda), Architekt[53]

- Künstlerfamilie Sala.[54]
  - Caterina della Sale (* 1564 in Roveredo; † 1613 ebenda), Tochter von Antonio Stanga, "Hexe"[55]
  - Lorenzo Sala (auch: Sale; della Sale; di Sale) (1660–1716), Architekt in der Barockzeit
  - Lorenzo Salle oder Sala (1690–1766), Architekt
  - Domenico Maria Salle oder Sala (1727–1808) Architekt

- Francesco Bonardi (* 30. Januar 1767 in Villanova Monferrato; † 8. März 1834 in Roveredo), Priester, Revolutionär, Flüchtling in Roveredo[56]
- Ugo Foscolo (1778–1827), italienischer Dichter, unter dem Schutz von Clemente Maria a Marca, hielt er sich mehr als einen Monat in Roveredo

- Familie Romagnoli. 
  - Francesco Romagnoli (* 22. Dezember 1785 in Alessandria; † 17. März 1839 in Stabio), Anwalt, Revolutionär, Flüchtling im Kanton Tessin[57]
  - Giovanni Romagnoli (* um 1790 in Alessandria; † nach 1834 in Roveredo ?), Flüchtling im Kanton Tessin, Vieh- und Weinhändler in Roveredo, Pächter der Postverbindung über den San-Bernardino-Pass[58]

- Pietro Umiltà (* um 1795 in Montecchio Emilia; † nach 1844 ebenda ?`), Arzt, Karbonar, Revolutionär wohnte in Roveredo[59]
- Emilio Motta (1855–1920), Ingenieur, Historiker, Numismatiker
- George Jackson Flemwell (* 29. Mai 1865 in Mitcham; † 5. März 1928 in Lugano), Künstler, Maler und Autor von Fachpublikationen, Porträt-, Genre- und Blumenmalerei und Touristische Plakate[60]
- Vittore Veneziani (25. Mai 1878 in Ferrara; † 14. Januar 1958 ebenda), Chordirigent und Komponist[61]
- Francesco Dante Vieli (* 19. September 1883 in Roveredo; † 8. Dezember 1976 in Bern), Übersetzer, Schriftsteller, Lokalhistoriker: Storia della Mesolcina scritta sulla scorta dei Documenti.[62]
- Arnoldo Marcelliano Zendralli (1887–1961), aus Mesocco, ein Schweizer Lehrer, Historiker, Publizist und Kulturschaffender
- Gualtiero Colombo (* 20. Januar 1900 in Lugano; † 17. April 1960 in Roveredo), Kunstmaler, Schriftsteller[63]
- Remo Bornatico (* 19. Oktober 1913 in Brusio; † 22. März 1989 in Chur), Journalist, Politiker, Bündner Grossrat[64]
- Ettore Tenchio (1915–2015), Rechtsanwalt, Bündner Grossrat, Regierungsrat, Vorsteher des Justiz- und Polizeidepartement, Nationalrat
- Piero Casella (* 9. Oktober 1932 in Roveredo), Kunstmaler schuf Ölmalerei, Zeichnung, Aquarell, Acrylmalerei und Mischtechnik[65]
- Nadja Bindella (* 31. Juli 1950 in Roveredo), Photographin[66]
- Meinrado Robbiani (1951), Schweizer Politiker Christlichdemokratische Volkspartei (CVP), Nationalrat
- Pedro Pedrazzini (* 11. November 1953 in Roveredo), Bildhauer in Bronze und Stein, Maler und Graveur. Schüler von Remo Rossi in Locarno und studierte an der Accademia di Belle Arti di Brera in Mailand[67]
- Luigi a Marca (* 25. Mai 1959 in Zürich), Bildhauer wirkt in Roveredo aber wohnt in Leggia[68]
- Katrin Zuzáková (* 3. November 1975 in Stallikon), Freundin von Luigi a Marca, Bildhauerin lebt und wirkt in Zürich und in Roveredo.[69]